# مدار چهارسیمه
در مخابرات، مدار چهار سیمه (به انگلیسی: four-wire circuit) یک مدار دوطرفه با استفاده از دو مسیر است که به گونه‌ای چیده شده‌اند که سیگنال‌ها به‌ترتیب در یک جهت فقط توسط یک مسیر و در جهت دیگر توسط مسیر دیگری ارسال می‌شوند. مدار چهارسیمه نام خود را از این واقعیت گرفته است که از چهار رسانا برای ایجاد دو مدار الکتریکی کامل، یکی برای هر جهت استفاده می‌کند. دو مدار مجزا (کانال) امکان عملکرد تمامدوطرفه با هم‌شنوی کم را فراهم می‌کند.
در تلفن از یک مدار چهارسیمه برای انتقال و تعویض سیگنال‌های صوتی باندپایه در مرکز تلفن شرکت تلفن قبل از ظهور مدولاسیون دیجیتال استفاده می‌شد و سامانه تعویض الکترونیکی صوت باندپایه را به جز حلقه محلی حذف کرد. حلقه محلی یک مدار دوسیمه است فقط به یک دلیل: برای صرفه‌جویی در مس. استفاده از نصف تعداد رساناهای سیم مسی در هر مدار به این معنی است که هزینه زیرساخت برای سیم‌کشی هر مدار نصف می‌شود. اگرچه مداری با کیفیت پایین‌تر است، اما حلقه محلی با استفاده از ترکیبی تلفنی امکان عملکرد دوطرفه کامل را برای حفظ سطوح صدای نزدیک و دور فراهم می‌کند.
همان‌طور که شبکه انتقال عمومی تلفن در اندازه و دامنه گسترش یافته، استفاده از بسیاری از سیم‌های منفرد در داخل تأسیسات شرکت تلفن منطقه‌ای آنقدر غیرعملی و پر زحمت شد که سیم‌کشی سیگنال درون اداری و بین اداری به سمت کابل کواکسیال با پهنای‌باند بالا (هنوز یک روش میان‌اتصال محبوب در قرن بیست و یکم، که با سوئیچ تلفن کلاس ۵ لوسنت ۵ئی‌اس‌اس تا امروز استفاده می‌شود)، تکرارکننده رادیویی ریزموج و درنهایت مخابرات فیبرنوری برای مدارهای شاه‌سیم (به انگلیسی: trunk circuits) با سرعت بالا. در پایان قرن بیستم، مدارهای چهارسیمه شاهد رشد مجدد خدمات حلقه محلی شرکتی برای استفاده در خدمات خط اختصاصی برای مودم‌های رایانه‌ای برای اتصال شبکه‌های رایانه‌ی شرکت‌ها و اتصال شبکه‌ها به یک ارائه‌دهنده خدمات اینترنتی برای اتصال به اینترنت قبل از محصول DSL و اتصال مودم کابلی به‌طور گسترده در دسترس بود.